# Cobras de Ciudad Juárez
Cobras de Ciudad Juárez – meksykański klub piłkarski z siedzibą w mieście Ciudad Juárez, w stanie Chihuahua, działający w latach 1987–2005.

## Osiągnięcia

### Krajowe
- Copa México
  - Drugie miejsce (1x): 1992

## Historia
Klub został założony w 1987 roku, kiedy to bizneswoman Alejandra de la Vega Foster kupiła licencję właśnie relegowanego z pierwszej ligi zespołu Cobras de Querétaro, po czym przeniosła jego siedzibę do położonego na północy kraju miasta Ciudad Juárez. Drużyna od razu przystąpiła do rozgrywek drugoligowych i pod wodzą trenera Joaquína Mendozy wygrała je już w debiutanckim sezonie 1987/1988, pokonując w finale fazy play-off ekipę Leónu wynikiem 1:0, dzięki czemu awansowała do najwyższej klasy rozgrywkowej. W meksykańskiej Primera División klub zadebiutował, będąc prowadzonym już przez argentyńskiego szkoleniowca Rubéna Ayalę, 15 października 1988 w zremisowanym 0:0 meczu ze stołeczną Américą na Estadio Azteca. W pierwszej lidze zespół spędził cztery lata, nie odnosząc większych sukcesów i przeważnie zajmując miejsce w dolnej części tabeli. W rozgrywkach 1991/1992 drużyna prowadzona wówczas ponownie przez trenera Joaquína Mendozę dotarła aż do finału krajowego pucharu – Copa México, przegrywając w nim 2:4 z Monterrey, jednak w tym samym sezonie zanotowała spadek do drugiej ligi.
Po spadku do drugiej ligi klub spędził w niej jeszcze dwa lata; podczas rozgrywek 1993/1994 był bliski powrotu do najwyższej klasy rozgrywkowej, jednak został ostatecznie wyeliminowany w półfinale fazy play-off przez Zacatepec. Po zakończeniu tego sezonu zespół został rozwiązany z powodu poważnych kłopotów finansowych oraz organizacyjnych, nieodpowiadających nowym wymogom Meksykańskiego Związku Piłki Nożnej, który zmienił wówczas nazwę drugiej ligi na Primera División A i format rozgrywek. Drużynę reaktywowano siedem lat później, w połowie 2001 roku, kiedy to ponownie przystąpiła do rozgrywek drugoligowych, jednak już nie jako niezależny klub, lecz w roli filii pierwszoligowej ekipy CF Monterrey. W jesiennym sezonie Apertura 2003 zespół pod wodzą szkoleniowca Sergio Orduñii dotarł do dwumeczu finałowego drugiej ligi, przegrywając w nim ostatecznie z Dorados. Klub został ponownie rozwiązany po sezonie 2004/2005.